# Ådö fjärden
Ådö fjärden är en fjärd i Finland. Den ligger i landskapet Egentliga Finland, i den sydvästra delen av landet, 170 km väster om huvudstaden Helsingfors.
Ådö fjärden ligger mellan Boskär och Nagu Berghamn i nordväst och Ådön i sydöst. Den ansluter till Haraskärs fjärden i nordöst.